# Blang Geunang
Blang Geunang is een bestuurslaag in het regentschap Aceh Barat van de provincie Atjeh, Indonesië. Blang Geunang telt 343 inwoners (volkstelling 2010).